# Hetty van Klaveren
Hetty van Klaveren, na haar huwelijk Hetty Wellensiek-van Klaveren (Utrecht,  21 maart 1916 - Amsterdam, 8 juli 2014) was een Nederlandse verzetspersoon. Tijdens de Tweede Wereldoorlog was zij secretaresse van de redactie van Vrij Nederland en lid van de kern van dit ondergrondse blad.

## Biografie
Van Klaveren was de dochter van een niet-joodse verzekeringsinspecteur en een joodse moeder.
Van Klaveren behaalde een gymnasium-diploma. Zij werkte tijdens de oorlog als secretaresse bij het cementbedrijf ENCI in Amsterdam, ook wel Cement Kartel genoemd. Toen Arie van Namen bij haar chef Henk Mos kwam om Vrij Nederland bij de ENCI te laten stencillen werd zij daarbij betrokken. Ze stencilde de nummers van het ondergronds blad Vrij Nederland en verspreidde deze. Later kreeg zij andere opdrachten, eerst alleen om te testen of ze betrouwbaar was. Een van haar eerste acties was ervoor te zorgen dat het nummer van VN dat berichtte over de landing van de geallieerden in Sicilië binnen één dag gedrukt werd. Daarna werd zij deel van de kerngroep van Vrij Nederland en werkte zij fulltime voor het illegale blad.
Wellensiek werkte onder de schuilnaam Hans Smit samen met hoofdredacteur Henk van Randwijk en zijn echtgenote Ada van Randwijk-Henstra. Zij had zelfs een kortdurende affaire met Van Randwijk. Zij trad op als koerier en  reisde o.a. met een koffer vol kranten per trein om deze te verspreiden. Ook onderhield contacten met de drukkerijen waar Vrij Nederland gedrukt werd. Het contact dat zij had met de drukkers was gevaarlijk, omdat op die momenten het werk van verschillende geheime groepen bij elkaar kwam.
Na de bevrijding was Van Klaveren tot 1951 de secretaresse van Henk van Randwijk. Zij ging daarna naar Frankrijk en behaalde in 1958 een akte MO-A, zodat zij bevoegd werd als lerares Frans. Daarna was zij secretaresse van de politicoloog Arthur Lehning en van de kinderarts H. Fiedeldij Dop.
Vanaf ca. 1961 werkte ze weer enige tijd bij Van Randwijk, dit keer bij zijn uitgeverij De Brug-Djambatan. Maar ze kreeg daar onvoldoende kansen en vertrok weer. In 1964 had zij een kleine rol in een televisieprogramma over een rechtszaak.
Vanaf 1967 werkte zij bijna 15 jaar als leidinggevende bij het overkoepelend orgaan voor blindenbibliotheken in Nederland, het Coördinatiecentrum Studielectuur voor blinden en slechtzienden in Amsterdam. In dat kader zette zij zich in voor blinden en slechtzienden, met als doel beter gestructureerde studie en vakliteratuurvoorzieningen.
Van Klaveren trouwde in 1973 met Alexander (Sander) Wellensiek, die ook in het verzet werkzaam was geweest.  Zij bleef bevriend met Ada van Randwijk, totdat zij overleed in 2013. Van Klaveren overleed op 8 juli 2014 en werd begraven op begraafplaats Zorgvlied in Amstelveen.

## Onderscheiding
Van Klaveren werd bij de lintjesregen van 1982 benoemd tot Ridder in de Orde van Oranje-Nassau.